# Questura

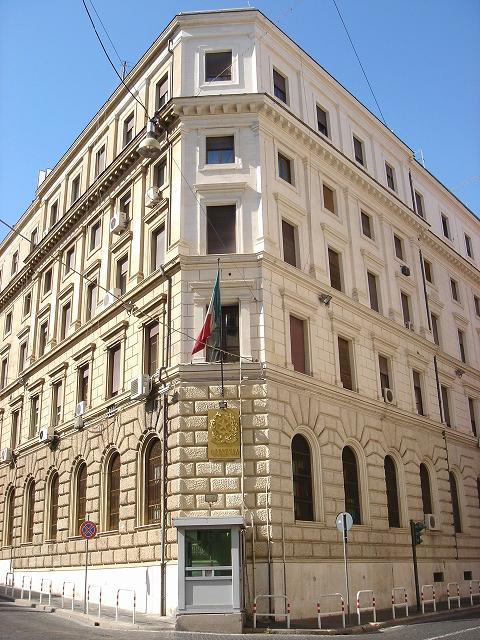
Gebäude der Quästur Rom

Eine Questura (eingedeutscht „Quästur“) ist in Italien eine Polizeibehörde und eine Dienststelle der Polizia di Stato. In fast allen italienischen Provinzen gibt es eine Questura, an deren Spitze ein Questore („Quästor“) steht. Vergleichbar ist die Questura mit Polizeipräsidien in deutschen Ländern, weswegen Questore oft mit „Polizeipräsident“ übersetzt wird. Da es in Italien 106 Questure gibt, sind sie in vielen Fällen auch mit deutschen Polizeidirektionen vergleichbar.
Die Bezeichnungen Questura und Questore gehen auf die Quästoren des Römischen Reiches zurück.

## Aufgaben und Organisation
In den über 100 italienischen Provinzen vertritt in der Regel ein Präfekt die Zentralregierung in Rom und pflegt die Beziehungen zu den Selbstverwaltungsorganen vor Ort. Er beaufsichtigt auch die Außenstellen der nationalen Regierung in der jeweiligen Provinz und damit auch die dort eingesetzten Polizeieinheiten. Der Präfekt sitzt dem Provinzkomitee für die öffentliche Sicherheit vor, dem neben dem Quästor auch die Provinz-Chefs der Carabinieri, der Guardia di Finanza, der Präsident der Provinz und der Bürgermeister der Provinzhauptstadt angehören und das Grundsatzentscheidungen hinsichtlich der öffentlichen Sicherheit in der Provinz trifft. Der Quästor ist unter der Aufsicht des Präfekten sowohl Polizeikoordinator als auch Chef der Polizia di Stato in der jeweiligen Provinz. Ausnahmen bilden besondere Einheiten der Staatspolizei, die Kommandostellen auf der Ebene der Regionen direkt unterstellt sind.
Die Organisation der Questura ist von der territorialen Ausdehnung und insbesondere von der Einwohnerzahl der jeweiligen Provinz abhängig, die Grundstruktur folgt jedoch einem weitgehend einheitlichen Schema. Dem Questore, dessen Rang im Allgemeinen dem eines Brigadegenerals entspricht, unterstehen neben verschiedenen Verwaltungs- und Unterstützungsdienststellen zwei Abteilungen: einerseits die Kriminalpolizeiabteilung (polizia giudiziaria, „Gerichtspolizei“) mit einer mobilen Kriminalpolizeieinheit (squadra mobile), einer polizeilichen Staatsschutzstelle (DIGOS) und einer kriminaltechnischen Stelle; andererseits die Verwaltungspolizeiabteilung mit Ausländeramt, Passamt, Waffenamt und dergleichen. Hinzu kommt eine kleinere Schutzpolizeiabteilung mit einer Leitstelle, einer zentralen Streifenwagen-Einheit (squadra volante) und einer Anzeige-Aufnahmestelle. Einer Quästur sind in der Regel mehrere Polizeikommissariate nachgeordnet, die im Wesentlichen nach dem Muster der Quästur organisiert sind.